# فنسنت لام
فنسنت لام (بالإنجليزية: Vincent Lam)‏ (5 سبتمبر 1974 في لندن - ) روائي، وكاتب سير من كندا.

## روابط خارجية
- فنسنت لام على موقع IMDb (الإنجليزية)